# Colleen Jones
Colleen Jones (Halifax, 16 de diciembre de 1959) es una deportista canadiense que compitió en curling. Ganó tres medallas en el Campeonato Mundial de Curling entre los años 2001 y 2004.

## Palmarés internacional
| Campeonato Mundial | Campeonato Mundial | Campeonato Mundial | Campeonato Mundial |
| Año                | Lugar              | Medalla            | Prueba             |
| ------------------ | ------------------ | ------------------ | ------------------ |
| 2001               | Lausana (Suiza)    | Medalla de oro     | Equipo             |
| 2003               | Winnipeg (Canadá)  | Medalla de plata   | Equipo             |
| 2004               | Gävle (Suecia)     | Medalla de oro     | Equipo             |